# Cmentarz ewangelicki w Żukowie Górnym
Cmentarz ewangelicki w Żukowie Górnym – cmentarz luterański w Czeskim Cieszynie, w dzielnicy Żuków Górny, w kraju morawsko-śląskim w Czechach.

## Historia
Cmentarz ewangelicki w Żukowie Górnym założony na działce podarowanej 20 listopada 1835 przez Jerzego Walczysko.
W 1835 na wybudowana tutaj została kostnica, przebudowana w 1952 na kaplicę cmentarną.
Według stanu na dzień 30 czerwca 2018 nekropolia liczyła 2431 m² powierzchni i 225 miejsca grzebalne. Jej właścicielem pozostaje Zbór Śląskiego Kościoła Ewangelickiego Augsburskiego Wyznania w Trzanowicach.